# Maratus azureus
Maratus azureus é uma espécie de aranha identificada em 2020; o seu nome deriva da cor azul que o macho apresenta na parte posterior. A espécie foi identificada na Austrália ocidental, próximo de Mayanup; o macho mede cerca de 4 milímetros e meio de comprimento total e a fêmea aproximadamente 6 milímetros e meio.